# 巴克羅夫特群島
巴克羅夫特群島（英語：Barcroft Islands），是南極洲的群島，處於沃特金斯島以南，屬於比斯科群島的一部分，根據英國探險隊拍攝的空中照片繪入地圖，現時由南極條約體系管理。